# 国民年金基金連合会
国民年金基金連合会（こくみんねんきんききんれんごうかい、National Pension Fund Association）は、国民年金法に基づいて設立された、特別の法律により設立される法人である。1991年5月30日、厚生省（現厚生労働省）の認可により設立。
各種国民年金基金の連合組織として活動している。2002年より確定拠出年金法に基づいて確定拠出年金の個人型年金の実施主体となり個人年金規約の作成、加入者資格確認、掛金収納等の業務を行っている。

## 会員
- 全国国民年金基金

### 職能別基金
- 歯科医師国民年金基金
- 司法書士国民年金基金
- 日本弁護士国民年金基金